# Lucian Mureşan
Lucian Mureșan (Ferneziu, 23 de maig de 1931) és un cardenal i arquebisbe catòlic romanès, actualment arquebisbe major de l'Església grecocatòlica romanesa.

## Biografia
Nascut a Ferneziu, un poble ara englobat a la ciutat de Baia Mare, és el desè dels dotze fills d'una família grecocatòlica. Després d'haver estudiat a l'escola primària i de quatre anys al liceu de Baia Mare, deixà els estudis el 1948 per mor de les lleis de 1948. Aquestes prohibeixen l'ensenyament de la religió a les escoles i suprimeixen l'església grecocatòlica romanesa i així no podia seguir la seva vocació al sacerdoci. Entre 1948 i 1951 estudià a una escola professional de fusteria i continuà estudiant privadament per assolir el títol de secundària.
El 1951 inicià el servei militar obligatori a l'escola per a oficials d'aviació, al final del qual va ser destinat a la base aèria de Craiova. El 1953 es retirà per ser grecocatòlic i és destinat a la construcció de la central hidroelèctrica de Bicaz.
Durant els anys successius canvià de feina a diverses ocasions per tal de poder retornar secretament als estudis de teologia. El 1955 el futur cardenal Iuliu Hossu autoritzà l'ingrés de cinc estudiants grecollatins a l'institut teològic de l'Església Catòlica de ritu llatí a Alba Iulia i Mureşan va ser escollit per representar la seva diòcesi. Al curs acadèmic 1958/1959, va fer els quart anys de teologia. Es va veure obligat a deixar la facultat i la ciutat conjuntament amb d'altres estudiants de ritu bizantí per evitar represàlies per part de les autoritats governamentals que s'havien adonat de la seva presència.
Dessprés continua estudiant secretament teologia, però te noves dificultats per trobar feina; fins va començar com a operari a una pedrera. Posteriorment treballà a la direcció de manteniment de carreteres i ponts al districte de Maramureş, que deixarà només el 1990 quan es va jubilar.
Tot i la persecució li impedí obtenir la llicència en teologia, el 19 de desembre de 1964 va ser ordenat sacerdot pel bisbe auxiliar de Maramureş, monsenyor Dragomir, que feia poc que havia estat alliberat amb d'altres bisbes. En els anys següents exercí el seu ministeri en la clandestinitat.
Després de la revolució romanesa de 1989 i de la sortida de l'església grecocatòlica de la clandestinitat, va ser nomenat bisbe de Maramureş per Joan Pau II el 14 de març de 1990 i consagrat el 27 de maig pel futur cardenal Alexandru Todea, al qual va succeir com a arquebisbe de Făgăraș i Alba Iulia i el president del Sínode de l'Església Greco-Catòlica de Romania el 4 de juliol de 1994 .
Ocupà durant dos mandats la presidència de la Conferència Episcopal de Romania, a partir de 1998 a la de 2001 i des de 2004 a la de 2007. El 2010, va ser reelegit per a un tercer mandat.
El 16 de desembre de 2005 es promogut arquebisbe major de l'Església catòlica grega-romanès pel papa Benet XVI.
Al consistori del 18 de febrer 2012 Benet XVI el va nomenar cardenal titular de Sant Atanasi. Com que ja tenia vuitanta anys, no té dret a participar en cap conclave.